# Кабо-Грасьяс-а-Дьос
Ка́бо-Гра́сьяс-а-Дьос, или Гра́сьяс-а-Дьос (исп. Cabo Gracias a Dios — «Благодарение Богу») — мыс, крайняя восточная точка на восточном побережье Центральной Америки в пределах района Ла-Москития и исторической области Москитовый берег, при впадении реки Коко в Карибское море, на границе автономного региона Атлантико-Норте на северо-востоке Никарагуа и департамента Грасьяс-а-Дьос на юго-востоке Гондураса.
Христофор Колумб во время своего четвёртой (и последней) экспедиции в Америку плыл вдоль берегов Гондураса на восток против сильного ветра и течения. 12 сентября 1502 года Колумб достиг мыса, за которым берег Никарагуа круто поворачивал к югу. За мысом плавание продолжилось при благоприятном ветре и попутном течении. И Колумб дал мысу название Грасьяс-а-Диос, что означает «Благодарение Богу» («Слава Богу»).
Арбитражное решение в отношении сухопутной границы между Гондурасом и Никарагуа вынесено королем Испании Альфонсо XIII 23 декабря 1906 года и 18 ноября 1960 года признано Международным судом действительным и обязательным в устье реки Коко.